# Ashland, Alabama
Ashland är administrativ huvudort i Clay County i Alabama. Vid 2020 års folkräkning hade Ashland 1 984 invånare.

## Kända personer från Ashland
- Hiram Wesley Evans, ledare för Ku Klux Klan
- Bob Riley, politiker